# David Dinkins
David Norman Dinkins (Trenton, 10 juli 1927 – New York, 23 november 2020) was een Amerikaans politicus van de Democratische Partij. Hij was burgemeester van New York van 1 januari 1990 tot en met 31 december 1993. Hij was de eerste Afro-Amerikaan die dit ambt heeft bekleed. Voorts was hij de 22e stadsdeelvoorzitter van Manhattan.

## Vroege leven
Dinkins werd geboren in de staat New Jersey. Omdat zijn ouders gingen scheiden toen hij zes jaar was werd hij grootgebracht door zijn vader. Hij verhuisde als kind naar Harlem maar keerde terug naar Trenton om naar Trenton Central High School te gaan, waar hij in 1945 zijn diploma haalde. Hij behoorde tot de top 10 beste leerlingen van zijn jaargang. Na de middelbare school probeerde Dinkins bij het marinierskorps van de Verenigde Staten te gaan, maar hij werd afgewezen omdat het 'rassenquotum' al gehaald was. Uiteindelijk wist hij alsnog van 1945 tot 1946 bij de mariniers te dienen.
Dinkins studeerde wiskunde aan Howard University, waar hij magna cum laude afstudeerde, en later rechten aan Brooklyn Law School.

## Privéleven
Dinkins was getrouwd met Joyce Dinkins, met wie hij twee kinderen had. Het stel was lid van een in New York gevestigde episcopaalse kerk genaamd Church of the Intercession. Hij verzorgde een radioprogramma dat "Dialogue with Dinkins" heette en dat elke zaterdagmorgen op WLIB-radio werd uitgezonden. Dinkins is thuis op 93-jarige leeftijd overleden.
- Gemeinsame Normdatei: 133163784
- International Standard Name Identifier: 0000 0000 5095 8701
- Library of Congress Control Number: nr90013069
- National Archives and Records Administration: 10575574
- Nationale Bibliotheek van Tsjechië: xx0217580
- Nationale Bibliotheek van Israël: 987007347226605171
- SNAC: w6fk37rm
- Système universitaire de documentation: 106970607
- Virtual International Authority File: 33179954
- WorldCat: E39PBJB8m3BrptxpthY8pQ8grq